# Pectenoniscus angulatus
Pectenoniscus angulatus là một loài chân đều trong họ Styloniscidae. Loài này được Andersson miêu tả khoa học năm 1960.